# Fernand Barboteu
Fernand Barboteu (Sant Feliu d'Avall, 17 de gener del 1907 - ?, 1971) va ser un general rossellonès.

## Biografia
Estudià a l'acadèmia militar de Saint Cyr (1926-1928, promoció "sotstinent Pol Lapeyre"), i en graduar-se va ser nomenat sotstinent amb destinació al desè regiment de tiradors senegalesos (14.9.1928). El 10 de desembre del 1933 es publicà la seva destinació com a tinent d'infanteria del 24è regiment d'infanteria colonial (meharista) a l'Àfrica Equatorial Francesa, i el 25 de desembre del 1937 ascendí a capità (mateixa unitat i destinació). Entre el 1934 i el 1936 comandà el Grup Nòmada de l'Ennedi, i ho faria novament entre els anys 19369-1940. El juliol del 1940 encara era a l'AEF i s'allistà a les Forces Franceses lliures (a l'agost del mateix any el general Leclerc arribà al Camerun i poc després convencé les autoritats colonials perquè incorporessin Camerun, el Congo i el Txad a la França Lliure del general De Gaulle: tota l'AEF (excepte Gabon, de moment).
El G.N.E., el Grup Nòmada de l'Ennedi comandat pel capità Barboteu, havia substituït els camells per camions i fou una de les unitats que Leclerc aplegà i que li permeteren prendre Kufra (28.2.1941); posteriorment, el grup nòmada i dues seccions d'infanteria romangueren de guarnició a l'oasi sota el comandament d'en Barboteu, temporalment a càrrec de la regió on s'ubicava. L'agost del 1941 el capità Barboteu comandava 2000 homes de les FFL. La seva unitat va ser una de les unitats inicials de la nounada 2a. Divisió Blindada del general Leclerc. Participà en la campanya de Tunísia i fou ferit a Rabat (el maig del 1944). L'agost del 1944 desembarcà a Normandia en la 2a. DB i participà activament a l'alliberament de París (el 25 d'agost) i d'Estrasburg (23 de novembre, acomplint el jurament de Kufra).
El 5 de maig del 1945, quan ja era tinent coronel, una secció del subgrup B ("Barboteu") a les seves ordres reeixí a esquivar el control de l'exèrcit americà i se l'avançà en la presa, a Berchtesgaden, del "niu d'àligues" de Hitler. Després de ser condecorat personalment pel general De Gaulle, a la tardor del mateix any era el cap del tercer batalló del R.M.T. quan aquest va ser destinat a Mayenne, un lloc que no volgué prendre. L'any 1960 era coronel i estava destinat a Algèria, a Colomb-Béchar. El 1962 va ser nomenat general de brigada i el 1963 fou fet Comandant superior de les tropes del Pacífic, càrrec que ocupà fins a retirar-se l'any següent.

Al 19 de maig del 1945 va ser nomenat cavaller de la Legió d'Honor i posteriorment fou ascendit a comandant. El seu Sant Feliu natal li dedicà una plaça i li erigí un monument, que té la següent inscripció:
| « | Le 3 septembre 1939 commence la seconde guerre mondiale. Dès juillet 1940, Fernand Barboteu refusant la défaite, prend part à la formidable épopée des forces françaises libres. Il s'illustre à la prise de Kufra, participe à la campagne de Tunisie et sera blessé à Rabat. En août 1944, il débarque en Normandie, au sein de la 2e division blindée et participe activement à la libération de Paris et de Strasbourg. Le sermet de Kufra a été tenu. Le 5 mai 1945, une section du sous-groupement Barboteu fera flotter les couleurs françaises sur le nid d'aigle d'Hitler à Berchtesgaden. Le Général Barboteu termina sa carrière en 1964 comme Commandant supérieur des troupes du Pacifique. Il est commandeur de la Légion d'Honneur. | » |
| — | |   |

L'arxiu del Museu Nacional d'Història Natural de França guarda un manuscrit seu  amb croquis d'itineraris i notes autobiogràfiques pel període 1939-1941 de la zona de l'Ennedi (sud d'Algèria, nord del Txad). El capità Barboteu és esmentat com a autor de treballs inèdits "d'abans de la guerra" sobre la mateixa zona i un Barboteu és esmentat com un dels estudiosos de la zona d'Ennedi però sense més indicació que es tracti de Fernand Barboteu.